# Cycnoches jarae
Cycnoches jarae är en orkidéart som beskrevs av Dodson och David Edward Bennett. Cycnoches jarae ingår i släktet Cycnoches, och familjen orkidéer.
Artens utbredningsområde är Peru. Inga underarter finns listade i Catalogue of Life.